# Аустралијска кока хумкашица
Аустралијска кока хумкашица (Alectura lathami) је врста птице из породице кока хумкашица. Највећа је врста коке хумкашице у Аустралији.

## Опис
Дужина тела аустралијске коке хумкашице је од 60 до 75 cm, а распон крила око 85 cm. Боја перја је углавном црна, са изузетком перја доњег дела тела, које је црно бело (црно и по ивицама бело). Ноге су дуге, глава је без перја и црвене боје. Грло је жуто (A. l. lathami) или љубичасто (A. l. purpureicollis), током сезоне парења грло мужјака се увећава.

## Распрострањеност и станиште
Насељава кишне шуме и влажне склерофилне шуме, али и суве жбуњаке и отворена станишта. У северном делу ареала, бројнија је на већој надморској висини, али неке јединке се зими спуштају на ниже надморске висине. На југу је уобичајена и на планинама и у долинама.
Аустралијска кока хумкашица је данас присутна и у урбаном окружењу, у градовима као што су Бризбејн и Сиднеј.

## Начин живота
Лет птице је спор и кратак. Лети само да би побегла од грабљиваца. Ноћ и најтоплији део дана проводи на дрвећу. Храни се семењем, воћем и бескичмењацима. Друштвена је птица, која живи у групама које се обично састоје од алфа мужјака, неколико млађих мужјака и женки различите старости.

## Размножавање
Аустралијске коке хумкашице не инкубирају јаја својом телесном топлотом као остале птице, већ их закопавају у хумке направљене од биљног материјала. Мужјак прави хумку, тако што ногама сакупља лишће на гомилу висине 1 до 1,5 m и пречника 4 m, а од септембра до марта женке долазе до хумке, паре се са мужјаком и у њу полажу у просеку од 16 до 24 јаја беле боје, у хумку, може бити положено и до 50 јаја. Након полагања их затрпавају земљом или песком, закопавају их на дубини од 60-80 cm, на удаљености једног од другог од 20-30 cm. Топлота потребна за инкубацију потиче од труљења биљног материјала са дна хумке. Мужјак регулише температуру у комори са јајима, која се налази у средини хумке и округлог је облика, у распону од 33° до 35° C додавањем или уклањањем материјала. Одмах након излегања, пилићи самостално излазе из хумке. Потркушци су и након неколико сати од излегања могу да трче и лете. Међутим, многи од њих постану плен грабљиваца. Јајима се хране гуштери, змије, дингоси и пси. Многи гуштери на репу имају ране које су им нанели мужјаци кока хумкашица који штите своје гнездо.

## Извори
1. ↑  BirdLife International (2018). „”. IUCN Red List of Threatened Species. Version 2020.3. International Union for Conservation of Nature. Приступљено 9. 3. 2021. (језик: енглески)
2. ↑  „Living with Brush Turkeys”. New South Wales Government. 27. 4. 2009. Архивирано из оригинала 8. 4. 2013. г. Приступљено 10. 2. 2013.
3. ↑  Taylor, John "Brisbane's brush turkey explosion heads south" (29. 12. 2014) - ABC
4. ↑  Australian Brushturkey - New South Wales Government Department of Environment and Climate Change website